# Turbina Francis

Girante Francis: si nota dall'esterno, la chiocciola, il distributore e la girante all'interno. Il flusso di liquido è rappresentato in azzurro.

La turbina Francis è una turbina idraulica a reazione sviluppata nel 1848 da James B. Francis, un ingegnere inglese trasferitosi negli Stati Uniti. Ad oggi è tra i tipi di turbina idroelettrica più utilizzati nel mondo.

## Descrizione
È una turbina a flusso centripeto: l'acqua raggiunge la girante tramite un condotto a chiocciola che la lambisce interamente, poi un distributore, ovvero dei palettamenti sulla parte fissa, statorica, indirizzano il flusso per investire le pale della girante.
Inoltre essa è detta a reazione perché non sfrutta solo la velocità ma anche la pressione del getto d'acqua che, quando giunge nella girante, è ancora superiore a quella atmosferica. Infatti tramite il condotto convergente costituito dal canale tra le pale del distributore e da quello tra le pale della girante stessa si finisce di convertire la pressione ancora presente in velocità (energia cinetica).
La sezione della voluta è decrescente in modo che, man mano che le porzioni di fluido attraversano il distributore, la velocità del getto si mantenga costante.
Per ottimizzare il funzionamento della turbina l'espansione dell'acqua viene prolungata al di sotto della pressione atmosferica, così da creare una sorta di effetto vuoto, che fa aumentare ancora di più la differenza di pressione. A valle della girante, nello scarico, è necessario riportarsi alle condizioni esterne, quindi si ricomprime il fluido grazie ad un diffusore, che converte la restante energia cinetica in pressione. Questo passaggio non solo consente di riportare la pressione del flusso d'acqua a quella atmosferica, ma permette di utilizzare quella quota finale di energia cinetica, non sfruttabile in turbina, che andrebbe altrimenti persa allo scarico. Se si esagera nella ricerca del vuoto però si rischia di incappare nel fenomeno, sgradito, della cavitazione per cui l'acqua, scesa al di sotto della pressione di liquido saturo, si trasformerebbe in vapore, corrodendo e distruggendo i palettamenti della girante.

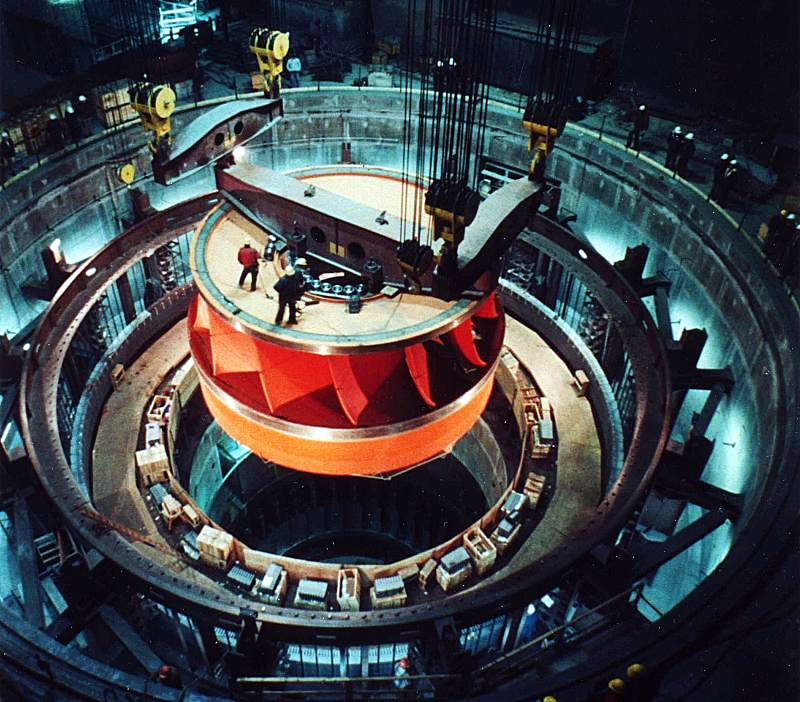
Girante di una turbina Francis, durante l'installazione
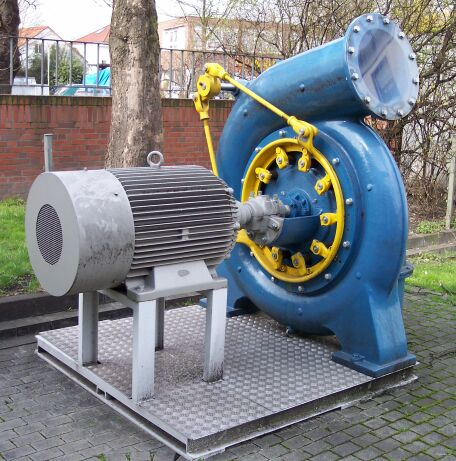
Turbina Francis e generatore elettrico
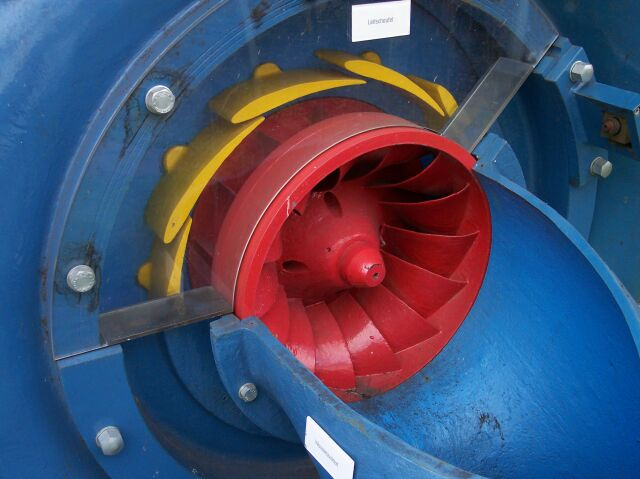
Pale regolabili (gialle) posizionate per la minima portata (la turbina è vista con copertura sezionata)
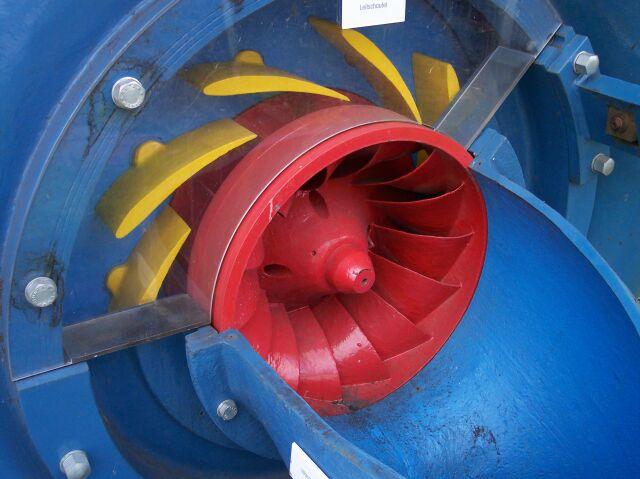
Pale regolabili impostate per la massima portata

## Caratteristiche
Questa girante viene impiegata in corsi d'acqua con dislivelli da 10 m fino a 300-400 m e portate da 2-3 m³/s fino a 100 m³/s.
La cifra caratteristica k, associata alla turbina può variare in un campo molto ampio (0,30 - 2,4). Per i valori di k bassi il flusso assume direzione radiale centripeta, all'aumentare della cifra caratteristica invece il flusso si trasforma prima in flusso conico ed infine diventa quasi assiale. Quindi varia anche la forma della pala che per k alti si avvicina sempre di più alla forma tipica della turbina ad elica.
La turbina è a reazione, questo vuol dire che parte dell'energia di pressione viene trasformata in energia cinetica nella girante. Questo comporta una velocità relativa w(2) all'uscita della girante maggiore rispetto alla velocità relativa w(1) in entrata della girante. Inoltre la pressione nella girante è variabile e ciò comporta la necessità di un distributore ad ammissione totale di fluido sulla girante.
Per questi motivi la turbina Francis ha un modesto campo di regolazione, se non si vuole uscire dalle condizioni ottimali di efficienza. Quando le portate si accrescono è necessario realizzare giranti più grandi, con una sezione di maggiore dimensione; questa geometria fa peggiorare ancora di più la possibilità di regolazione.
Il rendimento di tale girante arriva anche al 94%, ma ha un campo d'utilizzo ottimale molto ristretto in paragone ad altre.